# Elias Thomae
Elias Thomae (magyarosan: Thomae Illés, Boroszló, Szilézia, 1628 körül – Boroszló, 1687. október 17.) pozsonyi evangélikus líceumi tanár, rektor, bölcs mester és borostyánkoszorúzott költő.

## Élete
Osztrák születésű. Magisterként került Pozsonyba 1653-ban, itt 1662-ig subrectorként működött, majd 1664-ig conrector és 1669 őszéig rektor volt. Ezt követően meghívták Boroszlóba hívták a legfőbb tanári állásra, melyet haláláig betöltött.

## Munkái
- Dissertatio de morte. (Lőcse), 1666
- Secundas Tedas Viri et doctrina ut probitate conspicui Dni Gothofredi Titii, et conterranei, et condiscipuli, et a puero amici jucundissimi, Hodie veritatis in Montana Schemnicio Doctoris solertissimi, ex animo jubet esse Secundas... Posonii Postridie Id. Nov. A.M.D. CLXVII. Uo.
- Cupressus Funerea sive Luctus Gymnasii Posoniensis Super Obitu... Andreae Segneri in Libera Regiaque Posonio quondam Judicis consulis Et Inspectoris... Posonii, (1669)
- Religio, Qua talis, & Qua Christiana, ut placida de eadem Disquisitio instituatur, proposita... Uo. 1669
- Theses Ex Lectionibus publicis de Scriptura Sacra excerptae... Uo. 1669
- Vade Mecum, oder hand-Büchlein, in welchem dessz Christlichen Glaubens Grund ausz dem geoffenbahrten Worte Gottes den Einfältigen gezeiget wird... von M. E. T. Uo. (1670). (Névtelenül írta, hogy ezen munka, Magyarországból való távozása után iskolaigazgatóságának örök emlékéül fennmaradjon. Későbbi kiadása. Uo. 1698)